# You Are Made Of Love (kislemez)
A You Are Made Of Love Jamala énekesnő 2010-ben kiadott kislemeze, mely a „For Every Heart” című albuma népszerűsítése érdekében jelent meg.

## Résztvevők
- Jamala – ének, zene, vokál
- Tatiana Skubashevska – szöveg
- Yevgeny Filatov – gyártó
- Eugene Filatov – producer

## Fordítás
- Ez a szócikk részben vagy egészben  a   You Are Made Of Love (пісня) című ukrán Wikipédia-szócikk fordításán alapul.  Az eredeti cikk szerkesztőit annak laptörténete sorolja fel. Ez a jelzés csupán a megfogalmazás eredetét és a szerzői jogokat jelzi, nem szolgál a cikkben szereplő információk forrásmegjelöléseként.